# Bataille de Yiling (208)
Campagne de la Falaise Rouge
Batailles
Changban - Sud est de Xiakou - Falaise rouge - Yiling - Jiangling - Hefei
La bataille de Yiling (夷陵之战) en 208 voit la victoire de Zhou Yu (général de Sun Quan) contre Cao Ren (subordonné et cousin de Cao Cao) durant le prélude à l'époque des Trois Royaumes. Dans la campagne militaire dite de la Falaise rouge, elle suit immédiatement la célèbre bataille de la Falaise rouge et constitue le prélude de la bataille de Jiangling qui a lieu immédiatement après. Cet engagement doit sa renommée à un stratagème.

## Contexte historique
Immédiatement après sa victoire décisive contre Cao Cao dans la bataille de la Falaise rouge, Zhou Yu conduit plus de trente mille soldats vers Jiangling (江陵, situé dans l'actuel Jingjiang 荆江, à ne pas confondre avec l'actuelle ville de Jiangling), la cible suivante de la stratégie globale de la campagne de la Falaise rouge. Les troupes établissent un camp sur la rive sud du Yangtze. Cependant la résistance farouche de Cao Ren écarte la possibilité d'une victoire rapide que Zhou Yu escomptait.
Gan Ning propose donc un nouveau plan consistant à d'abord attaquer la ville de Yiling (夷陵, actuelle Yichang), en amont au nord-ouest de Jiangling, par laquelle passe tout l'approvisionnement de Jiangling. En cas de succès Cao Ren se retrouverait encerclé et ses routes d'approvisionnement coupées, et de tout façon si Cao Ren veut défendre Yiling il devra réduire la garnison de Jiangliang, facilitant l'attaque de Zhou Yu. Zhou Yu est en accord avec cette idée, il est cependant inquiet de la présence des forces indemnes de Cao Cao non loin au nord et qui, malgré leur défaite à la falaise rouge, restent au moins quatre fois plus importantes que ses 30 000 soldats. Il ne peut donc pas diviser ses forces. Gan Ning est alors volontaire pour conduire ses propres forces de 700 soldats pour prendre Yiling, ce que Zhou Yu approuve.
Lorsque les troupes de Gan Ning arrivent à Yiling, le commandant de la place, l'administrateur de Guanghan Xi Su (袭肃), se rend sans combattre avec ses 300 hommes. En effet il est à l'origine un sujet de Liu Zhang et hait Cao Cao. Les troupes de Gan Ning atteignent ainsi le millier d'hommes. Zhou Yu veut réaffecter Xi Su et ses trois cents hommes à Lü Meng afin de renforcer la force principale, mais Lü Meng persuade Zhou Yu de les laisser plutôt avec Gan Ning à la défense de Yiling. De son côté, en apprenant la prise de Yiling, Cao Ren constitue immédiatement une force de contre-attaque forte de 6 000 hommes pour reprendre la ville. Sous la pression intense, Gan Ning reste calme, stabilise le moral des défenseurs, prévient Zhou Yu et demande des renforts.

## Ordre de bataille
Forces de Cao Cao
- Général maîtrisant le sud (征南将军) Cao Ren posté à Jiangling (江陵)
  - Administrateur de Guanghan (广汉太守) Xi Su (袭肃) posté à Yiling (夷陵, actuelle Yichang), défait plus tard par Sun Quan

Forces de Sun Quan
- Général chargé de la protection de l'armée (中护军将军) Zhou Yu fut nommé commandant en chef de la force alliée
  - Capitaine des armées (赞军校尉) Lu Su fut nommé député de Zhou Yu
  - Vice-roi du droit (右都督) Cheng Pu
  - Protecteur et superviseur de Danyang - (丹阳都尉) Huang Gai fut désigné comme avant-garde de la marine alliée
  - Général de la garnison impériale de Hengye (横野中郎将) Lü Meng
  - Gouverneur de Dangkou (当口令) Gan Ning
  - Général de la garnison impériale (中郎将) Han Dang
  - Maire de Yichun (宜春长) Zhou Tai
  - Général barbare (征虏将军) Sun Ben
  - Commandant en chef (竞威校尉) Lu Xun
  - Capitaine de la férocité militaire (武猛校尉) Pan Zhang
  - Protecteur et superviseur chargé de la férocité (承烈都尉) Ling Tong

## Déroulement de la bataille
Comme la demande de renforts de Gan Ning atteint Zhou Yu, il hésite dans un premier temps à scinder ses forces en deux pour sauver Yiling. Une nouvelle fois, Lü Meng réussit à convaincre Zhou Yu et Cheng Pu de secourir Yiling.
Zhou Yu laisse Ling Tong chargé d'une force symbolique de garde de son camp principal à l'est de Jiangling, pour faire face à Cao Ren et Xu Huang. Trompant Cao Ren en lui faisant croire qu'il y a encore une importante force qui menace Jiangling, Ling Tong dissuade Cao Ren d'envoyer plus de renforts à Yiling ou d'attaquer ce camp.
Pendant ce temps Zhou Yu conduit le gros de ses troupes avec tous ses principaux commandants attaquer la force de Cao Ren assiégeant Yiling. Cette force ne s'attendait pas à ce que Zhou Yu ignore Cao Ren et Xu Huang à Jiangling, et qu'il viendrait secourir Yiling avec une grande armée. Attaquée sur deux fronts et largement dépassée en nombre, la troupe de Cao Ren est défaite avec la perte de plus de 3 000 hommes, contre des pertes minimes dans l'armée de Zhou Yu.
Lü Meng une fois de plus démontre ses capacités stratégiques en fournissant un plan visant à capturer les chevaux de l'ennemi : il consiste à couvrir la route de retraite des soldats ennemis de bottes de bois en flamme afin que les chevaux effrayés ne puissent pas passer, mais les soldats le puissent. Comme Lü Meng s'y attendait, pour échapper à l'ennemi qui les poursuit, la cavalerie de Cao Ren abandonne ses chevaux et prend la fuite à pied jusqu'à Jiangling. Ainsi, Zhou Yu revient à son camp principal de Jiangling avec plus de 300 chevaux capturés à l'ennemi et Yiling est définitivement dans les mains alliées pour le reste du conflit.

## Conséquences
La chute de Yiling signifie la coupure totale de la route d'approvisionnement vers Jiangling. Malgré de nombreuses fournitures, Jiangling ne sera pas à l'abri d'une pénurie et Cao Ren sera forcé de renoncer à son fief qu'il occupait depuis un an et d'accepter la défaite, au cours de la bataille de Jiangling, la bataille qui a immédiatement suivi.